# Zduny (gromada w powiecie krotoszyńskim)
Zduny – dawna gromada, czyli najmniejsza jednostka podziału terytorialnego Polskiej Rzeczypospolitej Ludowej w latach 1954–1972.
Gromady, z gromadzkimi radami narodowymi (GRN) jako organami władzy najniższego stopnia na wsi, funkcjonowały od reformy reorganizującej administrację wiejską przeprowadzonej jesienią 1954 do momentu ich zniesienia z dniem 1 stycznia 1973, tym samym wypierając organizację gminną w latach 1954–1972.
Gromadę Zduny z siedzibą GRN w mieście Zdunach (nie wchodzącym w skład gromady) utworzono – jako jedną z 8759 gromad na obszarze Polski – w powiecie krotoszyńskim w woj. poznańskim, na mocy uchwały nr 27/54 WRN w Poznaniu z dnia 5 października 1954. W skład jednostki weszły obszary dotychczasowych gromad Chachalnia, Konarzew i Perzyce ze zniesionej gminy Zduny w tymże powiecie. Dla gromady ustalono 12 członków gromadzkiej rady narodowej.
1 stycznia 1960 do gromady Zduny włączono obszar zniesionej gromady Baszków w tymże powiecie.
1 stycznia 1970 do gromady Zduny włączono: a) 446,49 ha z miasta Zduny i  b) 964,61 ha z miasta Sulmierzyce w tymże powiecie, natomiast 193 ha (część wsi Konarzew) z gromady Zduny włączono do miasta Krotoszyn.
Gromada przetrwała do końca 1972 roku, czyli do kolejnej reformy gminnej. 1 stycznia 1973 w powiecie krotoszyńskim reaktywowano gminę Zduny.